# Milt
Milten er et aflangt organ i venstre side af bughulen. (Den hedder spleen på græsk og engelsk og lien på latin). Under normale forhold kan milten ikke mærkes. Tidligere troede man, at sidesting havde noget med milten at gøre.
Milten filtrerer gamle blodceller fra blodet, nedbryder dem og filtrerer jern som genbruges. Desuden renser den blodet for bakterier.
Hvis milten fjernes, ses flere blodforgiftninger med bakterien Streptokokker.

## Beskrivelse og funktion
Milten er et organ, der findes i stort set alle hvirveldyr. Den sidder i venstre side af bughulen og fungerer som et sekundært lymfoidt organ. Hos mennesket ligger den under mellemgulvet langs 10. ribbens længdeakse. Milten virker primært som blodfilter. Milten får rigeligt arterielt blod fra aorta via en gren fra truncus coeliacus.
Milten er omgivet af en kapsel af bindevæv.
Milten betyder meget for røde blodlegemer (erythrocytter) og immunsystemet: Det fjerner gamle røde blodlegemer og indeholder en blodreserve, som er værdifuld ved hæmoragisk chok, og genbruger jern.
Som en del af det mononukleære fagocytsystem metaboliserer det hæmoglobin fjernet fra gamle røde blodlegemer (erythrocytter). Globindelen af hæmoglobin nedbrydes til dets konstitutive aminosyrer, og hæmepartiet metaboliseres til bilirubin, som fjernes i leveren.
Milten syntetiserer antistoffer i sin hvide pulpa og fjerner antistofbelagte bakterier og antistofbelagte blodceller ved blod- og lymfecirkulation. En undersøgelse fra 2009 om mus, viste, at miltens røde masse udgør et reservoir, der indeholder over halvdelen af kroppens monocytter. De omdannes til dendritiske celler og makrofager ved at bevæge sig til skadet væv (som hjertet efter myokardieinfarkt) samtidig med, at vævsheling fremmes.
Milten er et aktivitetscenter for det mononukleære fagocytsystem og er som en stor lymfeknude, da dets fravær forårsager visse infektioner. Placeringen på mennesket ses på illustrationen